# Робер I д'Артоа
Робер I д'Артоа (на френски: Robert I d'Artois; * 17 септември 1216, Франция; † 8 февруари 1250 при Мансура, Египет) е граф на Артоа от 1237 до 1250 г. Той е основател на династията Артоа, прекъсната през 1472 г. Различни нейни представители са графове на Артоа и на Бомон, с активно участие в политическия живот на Франция, Навара, Неапол и Бургундия.

## Произход
Робер е вторият син на Луи VIII Лъвът (* 1187, † 1226), крал на Франция (1223 – 1226) от династията на Капетингите, и на Бланш Кастилска (* 1188, † 1252), кралица на Франция (1223 – 1226). По-големият му брат е френският крал Луи IX (* 1214 † 1270). Негови по-малки братя са Алфонс дьо Поатие (* 1220,, † 1271) и Карл I Анжуйски (* 1226, † 1285).

## Живот
В съответствие със завещанието на баща си той получава Графство Артоа, както и владенията на Сент Омер, Ер сюр ла Лис, Еден, Бапом и Лан. През 1240 г. той отказва да се кандидатира за германския трон на мястото на Фридрих II, който е отлъчен по това време, като по този начин отказва да удовлетвори желанието на папа Григорий IX; той също така информира Фридрих за папския план.
През 1248 г. Робер I се присъединява към брат си Луи IX в Седмия кръстоносен поход в Египет. Там Робер взема активно участие и проявява смелост и храброст.
След завладяването на Дамиета участва в кампанията към Кайро. През 1250 г. в битката за крепостта Ал Мансур, Робер ръководи кръстоносния авангард, който се състои предимно от членове на Ордена на тамплиерите и англичани. Авангардът разбива мохамеданите пред крепостта и при тяхното бягство Робер решава, че преследвайки ги фронтално лесно ще влезе в крепостта. Така с неголям отряд, преследвайки мюсюлманите, нахлува в крепостта Ал Мансура. Кръстоносците се разпиляват по улиците. Враговете обаче успяват да затворят вратата на града и отрязват Робер дьо Артоа от основните сили. Според хрониста Жан дьо Жоанвил Робер с наличните около него верни части се укрепява в една от къщите. Египтяните обграждат къщата и в крайна сметка го убиват след ожесточена битка. Целият авангард на Седмия кръстоносен поход е разбит. От града накрая се спасяват само няколко рицари, сред тях на хрониста Жан дьо Жоанвил, благодарение на частите изратени от втория кралски брат Шарл Анжуйски. Така са посечени и убити на 8 февруари 1250 г. Робер д'Артоа и Графът на Солсбъри. Според Матей Парижки той побягва в разгара на битката и се удавя докато се опитва да пресече река с име Танис (ръкав на Нил). В Египет се смята, че Султанът лично е убил Робер.
Смъртта на Робер насърчава египетските защитници за нова съпротива срещу кръстоносците, като виждат брата на краля, облечен в царски цветове с френски лилии, египтяните са уверени в първите моменти, че са убили краля.
Към момента на смъртта м, жената на Робер е бременна и след няколко месеца ражда син, кръстен Робер, наречен Благородния, който става вторият граф на Артоа.
Внучката на Робер и дъщеря на Бланш от първия брак Жана I Наварска става съпруга на краля на Франция Филип IV Красиви, а по линия на втория брак става един от родоначалниците на английската кралска династия Ланкастър.

## Брак и потомство
∞ 4 юни 1237 г. в Компиен за Матилда Брабантска (* 1224, † 29 септември 1288), дъщеря на Хайнрих II, херцог на Брабант и Долна Лотарингия, и на първата му съпруга Мария фон Хоенщауфен, дъщеря на римско-немския крал Филип Швабски. По повод на сватбата Луи IX подарява на брат си като апанаж Графство Артоа. Имат дъщеря и син:
- Бланш д'Артоа (* 1248, † 1302); ∞ 1. 1269 за Анри I Дебелият (* ок. 1244, † 22 юли 1274), граф на Шампан и на Бри (като Анри III), крал на Навара (като Енрике I Дебелия от 1270 г.) 2. ∞ 1276 за Едмънд Гърбавия, 1-ви граф на Ланкастър (Англия).

- Робер II Благородния (* септември 1250; † 11 юли 1302, убит в битката при Куртре), граф на Артоа и господар на Конш (чрез първата си жена).